# Coccophagus acanthosceles
Coccophagus acanthosceles är en stekelart som beskrevs av James Waterston 1916. Coccophagus acanthosceles ingår i släktet Coccophagus och familjen växtlussteklar.
Artens utbredningsområde är Singapore. Inga underarter finns listade i Catalogue of Life.